# 차수아
차수아(본명: 이수아)는 대한민국의 영화 배우다. 2003년 영화 '봄 여름 가을 겨울 그리고 봄'으로 정식 데뷔했다. 2003년 작품 1%의 어떤 것 등에 출연하였다.

## 방송
- [[ 미나 미니 월화 드라마 (2001)
- [[ 누가 뭐래도 tv-N 살인자의 쇼핑목록 (2022)
- [[ 누가 뭐래도 kbs 일일드라마 (2021)

## 영화
- 봄 여름 가을 겨울 그리고 봄 (2003) - 소녀 역
- 데우스 마키나 (2003) - 조연

## CF
- 코리아나 화장품

## 수상
- 백화점 전속모델 선발대회 대상